# Caeneressa horishana
Caeneressa horishana är en fjärilsart som beskrevs av Matsumura 1911. Caeneressa horishana ingår i släktet Caeneressa och familjen björnspinnare. Inga underarter finns listade i Catalogue of Life.